# 김성우 (1959년)
김성우(金成羽, 1959년 6월 9일 ~ )는 대한민국의 제7대 경상남도의원이었고, 경상남도 김해시 출신이다.

## 학력
- 장유국민학교 졸업
- 장유중학교 졸업
- 김해생명과학고등학교 화학공학과 졸업
- 부경대학교 화학공학과 공학사 졸업

### 비학위 수료
- 부경대학교 대학원 공학석사 졸업
- 1994 ~ 1996 동아대학교 대학원 공학 박사 수료
- 2008 ~ 2010 경남대학교 대학원 정치외교학 박사과정 수료

## 경력
- 장유중학교 총동창회 부회장
- 김해농업고등학교 총동창회 부회장
- 가락 김해시청년회 부회장
- 김해시 문화원 이사
- 김해시 체육회 이사
- 김해시 생활체육회 부회장
- 김해시 유소년축구클럽 단장
- 김해시 농구협회 회장
- 김해시 수질개선 대책위원회 회장
- 사단법인 김해경제환경포럼 회장
- 김해시 경찰행정발전위원회 위원
- 김해시 교통안전봉사대 자문위원
- 김해시 민주평화통일정책 자문위원
- 동의공업대학 겸임부교수
- 동아대학교 지구환경공학부 겸임교수
- ㈜삼협자원개발 대표이사
- (사)대한건설 환경학회 이사
- (사)한국 유기용제 재활용협회 부회장
- (사)환경정의 시민연대 운영위원
- 2004.06 ~ 2006.04 제7대 경상남도의회 의원
- 2011 ~ 새김해사랑운동본부 상임대표
- 2012 ~ 2017 새누리당 중앙위원회 경상남도 협의회 회장
- 2016 경상남도 김해시장 후보
- 2021.11 ~ 2024.01 국민의힘 경남도당 김해시 을 당협위원회 조직위원장
- 2021.12 ~ 2022.01 국민의힘 경남을 살리는 선거대책위원회 선거대책위원장단 공동선거대책위원장
- 2022.09 ~ 국민의힘 경남도당 원외수석부위원장
- 2023.02 ~ 2023.04 국민의힘 경남도당 4·5 재보궐 선거 공천관리위원회 부위원장
- 2024.03 ~ 2024.04 국민의힘 제22대 국회의원선거「국민 희망의 길」 경남선거대책위원회 공동선거대책본부장

## 수상
- 2012 한국경영교육학회 추계국제학술대회 한국경영대상

## 서적
- 2006 《홀씨처럼 바람에 날릴 때》

## 가족 관계
- 배우자:박수정

## 역대 선거 결과
|  | 0% |

|  | 36.99% |

|  | 40.82% |

## 참고 자료
- 김성우 - 페이스북